# Сербін Олександр Семенович
Олександр Семенович Сербін (нар. 4 липня 1936, Шостка, Сумська область, УРСР — пом. 14 лютого 2012, Суми, Україна) — радянський український футболіст та тренер, виступав на позиції півзахисника.

## Кар'єра гравця
Футбольну кар'єру розпочав 1959 року в рівненському «Колгоспнику». Провів два сезони у класі «Б» чемпіонату СРСР, в якому зіграв 22 матчі та відзначився 1 голом. Футбольну кар'єру завершив 1960 року.

## Кар'єра тренера
По завершенні кар'єри гравця розпочав тренерську діяльність. З 1961 по 1963 рік та з 1967 по 1971 рік займав посаду головного тренера сумського «Авангарда» / «Спартака», а з 1964 по 1966 рік та в 1983 році входив до тренерського штабу вище вказаного колективу.
Працював викладачем у Сумському медицинському коледжі. Помер 14 лютого 2012 року в Сумах у віці 76 років.

## Досягнення

### Як тренера
«Спартак» (Суми)
- Кубок СРСР
  - 1/16 фіналу (1): 1968

- Чемпіонат УРСР
  -  Бронзовий призер (1): 1969

- Друга ліга СРСР
  -  Чемпіон (1): 1969 (2-га українська зона класу «Б»)
  -  Срібний призер (1): 1968 (2-га українська зона класу «Б»)